# Tony Discipline
Tony Discipline (1989) es un actor inglés, más conocido por haber interpretado a Tyler Moon en la serie EastEnders.

## Biografía
Es hijo de Tony Discipline y Wendy Miles. Sus abuelos son Terence Discipline y Ann Smith, mientras que sus tatarabuelos son Antonio Thomas Discipline y Grace Maud Smith.
Es muy buen amigo del actor Matt Lapinskas.
Entre septiembre de 2011 y julio de 2013, salió con la actriz Jacqueline Jossa.

## Carrera
El 27 de junio de 2011 consiguió su primer papel importante en la televisión cuando se unió al elenco de la exitosa serie británica EastEnders donde interpretó al coquetó y encantador Tyler Moon, el hijo más joven de Eddie, hermano de Anthony y medio hermano de Michael Moon, y primo de Alfie Moon, hasta el 6 de agosto de 2013 después de que su personaje decidiera irse de Walford luego de romper con su novia.

## Filmografía

### Series de televisión
| Año         | Título     | Papel      | Notas         |
| ----------- | ---------- | ---------- | ------------- |
| 2011 - 2013 | EastEnders | Tyler Moon | 176 episodios |

### Películas
| Año  | Título         | Personaje     | Notas                                                                                     |
| ---- | -------------- | ------------- | ----------------------------------------------------------------------------------------- |
| 2020 | Ria            | Steven / Tony | junto a Luke Goss, Dean Cain, Jess Impiazzi, Amar Adatia, Charlie Clapham y Leon Ockenden |
| 2016 | Birds and Dogs | Jimmy         | (corto) - junto a Kirsty J. Curtis, Rachel De-Lahay y Frankie Fairbrass                   |

## Premios y nominaciones
| Año  | Categoría     | Premio          | Serie      | Resultado |
| ---- | ------------- | --------------- | ---------- | --------- |
| 2012 | Best Newcomer | TV Choice Award | EastEnders | Ganador   |